# پالینوروس

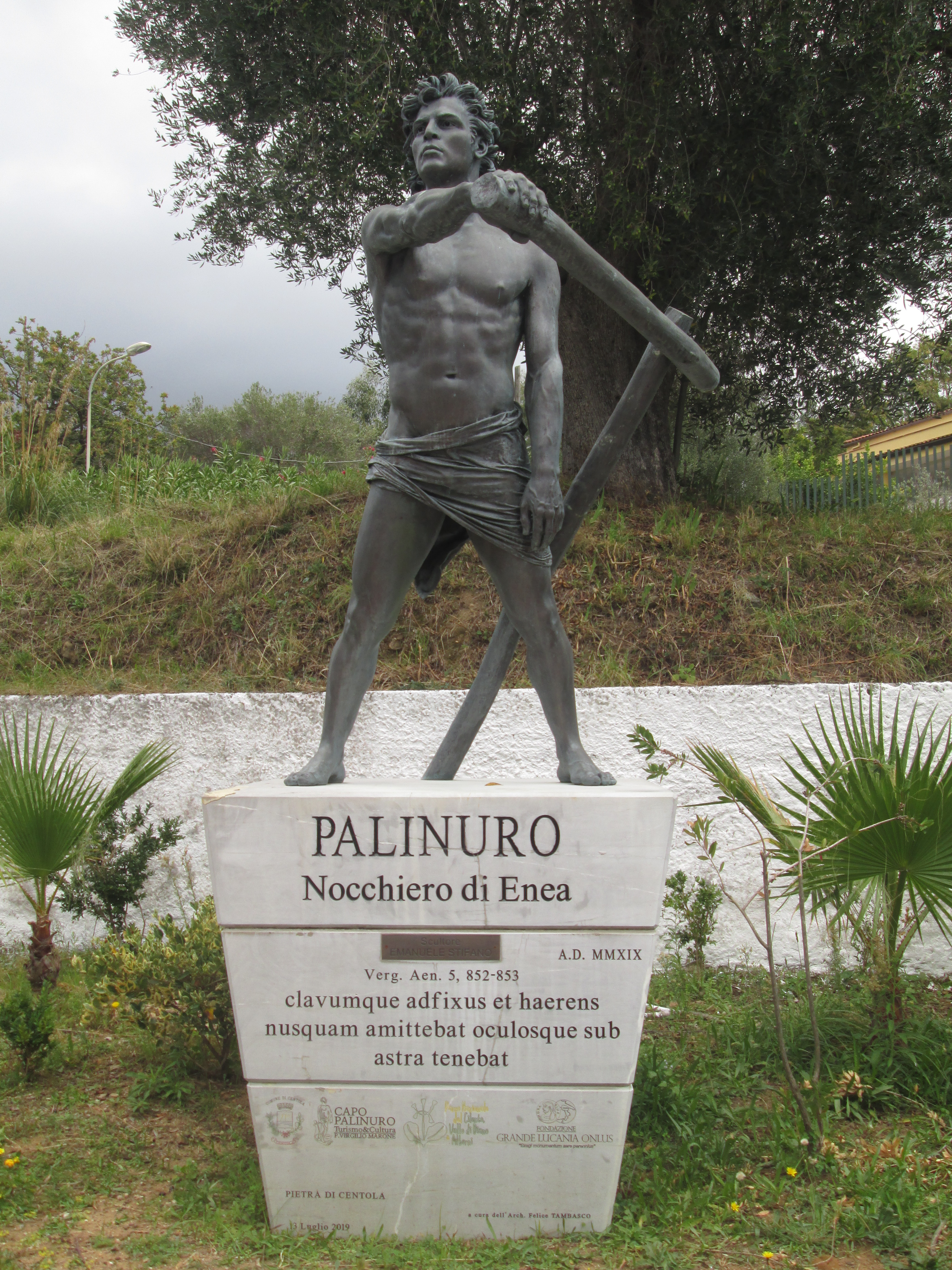
مجسمه پالینوروس

پالینوروس (انگلیسی: Palinurus) در اسطوره‌شناسی روم و به‌ویژه انه‌اید ویرژیل مسئول دریانوردی کشتی آئنیاس است. نویسندگان بعدی از او به عنوان یک نوع کلی دریانورد یا راهنما استفاده کردند. پالینوروس نمونه ای از قربانی شدن انسان است. جان او بهای فرود آمدن تروجان‌ها در ایتالیا است.

## در انئید

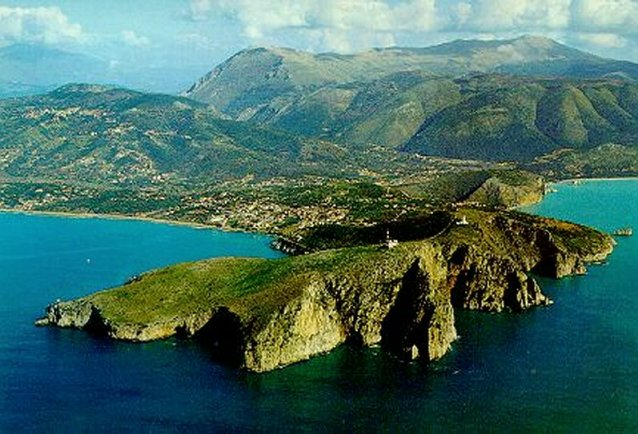
ساحل سیلِنتو و پارک ملی سیلِنتو و والو دی دیانو — در منطقه کامپانیا (ایتالیا)

در انئید، که از سرگردانی تروجان‌ها پس از جنگ تروآ می‌گوید، او به‌عنوان یک دریانورد با تجربه معرفی شده است. در کتاب ۵، هنگامی که تروجان‌ها کارتاژ را ترک کردند، او به آئنیاس توصیه کرد که از کشتیرانی به ایتالیا جلوگیری کند و منتظر طوفان سهمگین در سیسیل باشد، جایی که آنها مراسم تشییع جنازه را به احترام پدر اینیاس آنخیسس برگزار می‌کنند. پس از اینکه آنها سیسیل را به مقصد ایتالیا ترک کردند، پالینوروس، در راس کشتی آئنیاس و رهبری ناوگان، توسط ویرژیل به صورت دوم شخص مشخص می‌شود وقتی مشخص می‌شود که او است. کسی که خدایان او را قربانی خواهند کرد تا عبور امن تروجان‌ها به ایتالیا را تضمین کنند: "unum pro multis dabitur caput"، «یک زندگی برای نجات بسیاری تقدیم خواهد شد.» او که توسط خدای خواب دارو می‌خورد، به دریا می‌افتد؛ آئنیاس سکان هدایت را در دست می‌گیرد و بی‌خبر از نفوذ خدایان، پالینوروس را متهم به خود راضی بودن می‌کند: «شما، پالینوروس، بیش از حد به آسمان و اقیانوس اعتماد کرد / آرام. برهنه و مرده روی شن‌های ساحل دریای ناشناخته دراز خواهی کشید.»
آئنیاس در مرحله بعد قبل از عبور از رود کوکیوتوس (که ارواح مردگان دفن نشده نمی‌توانند وارد دنیای زیرین شوند) در دنیای زیرین با پالینوروس روبرو می‌شود، جایی که از او می‌پرسد که چگونه با وجود پیشگویی از آپولون، که سالم به ایتالیا می‌رسد، مرده است. پالینوروس پاسخ می‌دهد که از غوطه ور شدن در دریا جان سالم به در برد و پس از چهار روز در نزدیکی الئا به ساحل رفت و در آنجا کشته شد و دفن نشد. سیبیل کومایی که آئنیاس را به عالم اموات هدایت کرده است، پیش‌بینی می‌کند که مردم محلی بیایند و برای او تپه ای بسازند. این مکان به افتخار او دماغه پالینورو نامگذاری خواهد شد.